# بيتر هارت
بيتر هارت (بالإنجليزية: Peter Hart)‏ (14 أغسطس 1957 المملكة المتحدة - ) هو لاعب كرة قدم بريطاني يلعب كمدافع.